# Conus miniexcelsus
Conus miniexcelsus is een in zee levende slakkensoort uit het geslacht Conus. De slak behoort tot de familie Conidae. Conus miniexcelsus werd in 2010 beschreven door Olivera & Biggs. Net zoals alle soorten binnen het geslacht Conus zijn deze slakken roofzuchtig en giftig. Zij bezitten een harpoenachtige structuur waarmee ze hun prooi kunnen steken en verlammen.